# Кондрашина, Елизавета Николаевна
Елизавета Николаевна Кондрашина (род. 8 марта 1949, Ленинград) — советская спортсменка, трёхкратная чемпионка СССР (1970—1972) и двукратная чемпионка Европы (1971, 1972) по академической гребле. Заслуженный мастер спорта СССР (1973). Сестра советской гребчихи Анны Крыловой (Кондрашиной).

## Биография
Родилась 8 марта 1949 года в Ленинграде. Начала заниматься академической греблей в возрасте пятнадцати лет в клубе «Знамя» у Евгении Скиндер. С 1966 года тренировалась под руководством Юрия Тюкалова.
Наиболее значимых результатов добивалась в начале 1970-х годов, когда вместе с Галиной Ермолаевой трижды становилась чемпионкой СССР в классе двоек парных. В тот же период времени входила в состав сборной страны, в 1971 и 1972 годах побеждала на чемпионатах Европы в той же дисциплине.
В 1975 году окончила ГДОИФК им. П. Ф. Лесгафта. В 1979 году завершила свою спортивную карьеру. В 1980-х годах занималась тренерской деятельностью в гребном клубе «Знамя». В 1990-х и 2000-х годах участвовала в ветеранских соревнованиях, в 2008 году становилась чемпионкой мира в возрастной категории до 60 лет в классе четвёрок парных.